# سيرجيو فياريال
سيرجيو فياريال (بالإسبانية: Sergio Villareal)‏ هو لاعب كرة قدم كولومبي، ولد في 26 يوليو 1986. لعب مع ديبورتيفو كالي.